# جين كانويا
جين كانويا (باليابانية: 金生谷 仁) (مواليد 29 مايو 1988)، هو لاعب كرة قدم سابق كان يلعب كلاعب وسط.